# Mark Noble
Mark James Noble (Londra, 8 maggio 1987) è un dirigente sportivo ed ex calciatore inglese, di ruolo centrocampista, direttore sportivo del West Ham Utd.

## Caratteristiche
Noble è un centrale di centrocampo che gioca prevalentemente come mediano. Molto dinamico e duttile, è dotato di buona tecnica individuale, visione di gioco e senso della posizione; è abile anche nei calci piazzati, soprattutto nelle punizioni dalla media distanza.

## Carriera
Calcisticamente cresciuto nel settore giovanile del West Ham, Noble ha fatto il suo esordio tra i professionisti il 24 agosto 2004, in una partita di Football League Cup vinta per 2-0 contro il Southend United al Boleyn Ground; la sua prima apparizione in campionato risale invece al 15 gennaio 2005, nella sconfitta per 2-4 sul campo del Wolverhampton.
Il 31 gennaio 2006 si è trasferito in prestito all'Hull City, con cui ha disputato solo cinque partite di campionato, mentre il 18 agosto è passato sempre con la formula del prestito all'Ipswich Town, con cui ha realizzato la sua prima rete da professionista contro il Coventry City.
Dopo essere tornato al West Ham, ha segnato il suo primo gol con la maglia degli Hammers nella partita di FA Cup vinta per 3-0 contro il Brighton.

## Statistiche

### Presenze e reti nei club
Statistiche aggiornate al 22 maggio 2022.
| Stagione            | Squadra             | Campionato          | Campionato | Campionato | Coppe nazionali | Coppe nazionali | Coppe nazionali | Coppe continentali | Coppe continentali | Coppe continentali | Altre coppe | Altre coppe | Altre coppe | Totale | Totale |
| Stagione            | Squadra             | Comp                | Pres       | Reti       | Comp            | Pres            | Reti            | Comp               | Pres               | Reti               | Cpmp        | Pres        | Reti        | Pres   | Reti   |
| ------------------- | ------------------- | ------------------- | ---------- | ---------- | --------------- | --------------- | --------------- | ------------------ | ------------------ | ------------------ | ----------- | ----------- | ----------- | ------ | ------ |
| 2004-2005           | West Ham            | FLC                 | 13+3       | 0+0        | FACup+CdL       | 3+2             | 0               | -                  | -                  | -                  | -           | -           | -           | 21     | 0      |
| 2005-gen. 2006      | West Ham            | PL                  | 5          | 0          | FACup+CdL       | 0+1             | 0               | -                  | -                  | -                  | -           | -           | -           | 6      | 0      |
| gen.-giu. 2006      | Hull City           | FLC                 | 5          | 0          | FACup+CdL       | 0+0             | 0               | -                  | -                  | -                  | -           | -           | -           | 5      | 0      |
| 2006-gen. 2007      | Ipswich Town        | FLC                 | 13         | 1          | FACup+CdL       | 0+0             | 0               | -                  | -                  | -                  | -           | -           | -           | 13     | 1      |
| gen.-giu. 2007      | West Ham            | PL                  | 10         | 2          | FACup+CdL       | 1+0             | 1               | CU                 | 0                  | 0                  | -           | -           | -           | 11     | 3      |
| 2007-2008           | West Ham            | PL                  | 31         | 3          | FACup+CdL       | 2+3             | 0               | -                  | -                  | -                  | -           | -           | -           | 36     | 3      |
| 2008-2009           | West Ham            | PL                  | 29         | 3          | FACup+CdL       | 4+1             | 2+0             | -                  | -                  | -                  | -           | -           | -           | 34     | 5      |
| 2009-2010           | West Ham            | PL                  | 27         | 2          | FACup+CdL       | 0+1             | 0               | -                  | -                  | -                  | -           | -           | -           | 28     | 2      |
| 2010-2011           | West Ham            | PL                  | 26         | 4          | FACup+CdL       | 4+5             | 0+1             | -                  | -                  | -                  | -           | -           | -           | 35     | 5      |
| 2011-2012           | West Ham            | FLC                 | 45+3       | 8+0        | FACup+CdL       | 0+0             | 0               | -                  | -                  | -                  | -           | -           | -           | 48     | 8      |
| 2012-2013           | West Ham            | PL                  | 28         | 4          | FACup+CdL       | 1+1             | 0               | -                  | -                  | -                  | -           | -           | -           | 30     | 4      |
| 2013-2014           | West Ham            | PL                  | 38         | 3          | FACup+CdL       | 0+1             | 0               | -                  | -                  | -                  | -           | -           | -           | 39     | 3      |
| 2014-2015           | West Ham            | PL                  | 28         | 2          | FACup+CdL       | 4+1             | 0               | -                  | -                  | -                  | -           | -           | -           | 33     | 2      |
| 2015-2016           | West Ham            | PL                  | 37         | 7          | FACup+CdL       | 5+1             | 0               | UEL                | 3                  | 0                  | -           | -           | -           | 46     | 7      |
| 2016-2017           | West Ham            | PL                  | 30         | 3          | FACup+CdL       | 1+1             | 0               | UEL                | 3                  | 2                  | -           | -           | -           | 35     | 5      |
| 2017-2018           | West Ham            | PL                  | 29         | 4          | FACup+CdL       | 1+3             | 0               | -                  | -                  | -                  | -           | -           | -           | 33     | 4      |
| 2018-2019           | West Ham            | PL                  | 31         | 5          | FACup+CdL       | 1+0             | 0               | -                  | -                  | -                  | -           | -           | -           | 32     | 5      |
| 2019-2020           | West Ham            | PL                  | 33         | 4          | FACup+CdL       | 1+1             | 0               | -                  | -                  | -                  | -           | -           | -           | 35     | 4      |
| 2020-2021           | West Ham            | PL                  | 21         | 0          | FACup+CdL       | 3+1             | 0               | -                  | -                  | -                  | -           | -           | -           | 25     | 0      |
| 2021-2022           | West Ham            | PL                  | 11         | 1          | FACup+CdL       | 1+2             | 0+0             | UEL                | 9                  | 1                  | -           | -           | -           | 23     | 2      |
| Totale West Ham Utd | Totale West Ham Utd | Totale West Ham Utd | 472+6      | 55+0       |                 | 57              | 4               |                    | 15                 | 3                  |             | -           | -           | 550    | 62     |
| Totale carriera     | Totale carriera     | Totale carriera     | 490+6      | 56+0       |                 | 57              | 4               |                    | 15                 | 3                  |             | -           | -           | 568    | 63     |